# Markusstiftelsen
Markusstiftelsen är en kristen stiftelse med Bibeln som grund i Svenska kyrkans andliga tradition. Stiftelsen äger och driver det kristna studenthemmet Markusgården i centrala Göteborg. I dess kapell hålls regelbundna böner och mässor. Stiftelsen driver också Bibelskola Göteborg. Markusstiftelsen grundades 8 november 1998 och förvärvade fastigheten sommaren 2000. Stiftelsen hette före 2005 Stiftelsen Markusgården i Göteborg.